# Аконтисма
Аконтисма (на гръцки: Ακόντισμα, Κάστρο Ακοντίσματος) е археологически обект, крепост край село Петропиги (Чапрънди чифлик), Кавалско, Гърция.

## Местоположение
Развалините са разположени на хълм североизточно от Неа Карвали, над Виа Егнация, Крепостта е със стратегическа позиция, тъй като контролира трудния проход от Източна Македония към Тракия. Добре укрепени са и противоположните височини, за да осигурят контрол над прохода. Хълмът е и много близо до морето и може да наблюдава плажа, където днес е Неа Карвали.

## История
Античното селище на това място се идентифицира със споменатия в историческите източници град Аконтисма. Бурдигалският пътеводител (Itinerarium Hierosolymitanum) на анонимен поклонник от Бордо до Светите земи през 334 – 335 година споменава Akondisma като последна спирка на Виа Егнация в Македония. Латинският историк Амиан Марцелин го потвърждава в произведението Res gestae от края на IV век.
Akondisma е отбелязана като станция на Егнация на 9 мили източно от Неапол (Кавала) на Tabula Peutingeriana, средновековно копие от IV/V век на карта, показваща всички точки на римските пътища.
Виа Егнация е минавал през гърлото на хълма, извън северната порта на селището, на малко разстояние от мястото, където минава и днешната магистрала Егнатия Одос. Мястото е било укрепено отдавна, за да се контролира древният път към Азия. Преди римляните и появата на Виа Егнация първото укрепление трябва да е било направено от тасосците, за да защитят достъпа до Тасоската Перея – колониите на Тасос в Западна Тракия. По-късно укреплението е подсилено през елинистическия период от македонците в края на IV век. Находките, които подкрепят тази хипотеза, са предимно части от остродънни амфори от Тасос и бронзови монети на македонския цар Касандър (316 - 297 г. пр. н. е.).
След римския период, когато формата на укреплението е завършена, Аконтисма не се развива в значителен град. Съществуват обаче индикации, че е обитавана както през ранновизантийския период (IV – VI век), така и през средновизантийската епоха (края на X – началото на XI век). В тези периоди не са правени значителни модификации или подсилвания на укреплението.
Сериозни фортификационни добавки са направени много по-късно, в началото на XX век, когато са изградени окопи и огневи позиции, включващи части от древното укрепление. Това е направено и на други места по височините източно от Кавала, съжителстващи в някои случаи с древни стени. Те са дело на гръцката армия след овладяването на Кавала, за да се посрещне евентуална българска атака.

## Описание
От стената, която е изградена с големи четириъгълни блокове и е запазена на височина от 2,5 до 5 m, е запазена част от южната ѝ външна страна с кула и порта, както и северното и цялото западно външно лице.
Две укрепени кули защитават северната порта на селището, която трябва да е била основната му порта за достъп, тъй като Егнация, изглежда, е минавал от тази страна.